# A seissento
A seissento, scritta anche A seiçento, pronunciata secondo la pronuncia italiana a seissentu ("La seicento")  è una canzone in lingua genovese, scritta a metà degli anni sessanta dal cantante folk genovese Piero Parodi.
In sostanza, si tratta di una libera riedizione della famosa canzone popolare in dialetto milanese di carattere umoristico La Balilla, resa celebre negli anni cinquanta da Giorgio Gaber.
Racconta la storia di come una Fiat 600 comprata nuova fiammante dal protagonista con i soldi guadagnati lavorando duramente viene smontata e distrutta progressivamente dai suoi parenti e amici, finché il proprietario rimane soltanto con qualche pezzo (nel brano originale milanese accade la stessa cosa con una Fiat 508 Balilla).
Nel 2006, quarant'anni dopo, lo stesso Piero Parodi ha realizzato, con la collaborazione dei Buio Pesto nell'album Palanche, una parodia de A seissento denominata O computer, nella quale non è la popolare auto ad essere smontata, ma un più moderno computer.

Una FIAT 600